# Eyprepocnemis schultzei
Eyprepocnemis schultzei är en insektsart som beskrevs av Roger Roy 1964. Eyprepocnemis schultzei ingår i släktet Eyprepocnemis och familjen gräshoppor. Inga underarter finns listade i Catalogue of Life.